# Hybolabus foveolatus
Hybolabus foveolatus là một loài bọ cánh cứng trong họ Attelabidae. Loài này được Gyllenhal miêu tả khoa học năm 1833.